# Trebeigh

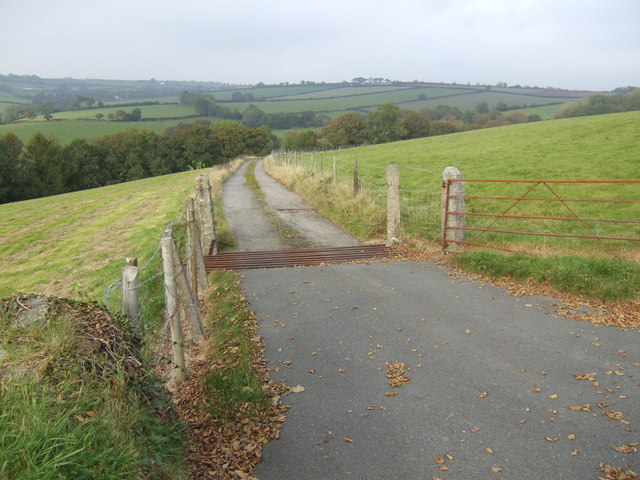
Zufahrt von der A390 westlich von St Ive zum Gelände der ehemaligen Kommende von Trebeigh

Trebeigh war eine vor 1199 gegründete Kommende der englischen Zunge des Malteserordens. Trebeigh wurde kurz vor 1432 mit Ansty zusammengelegt und fiel 1540 im Rahmen der Reformation an die Krone.

## Geographische Lage

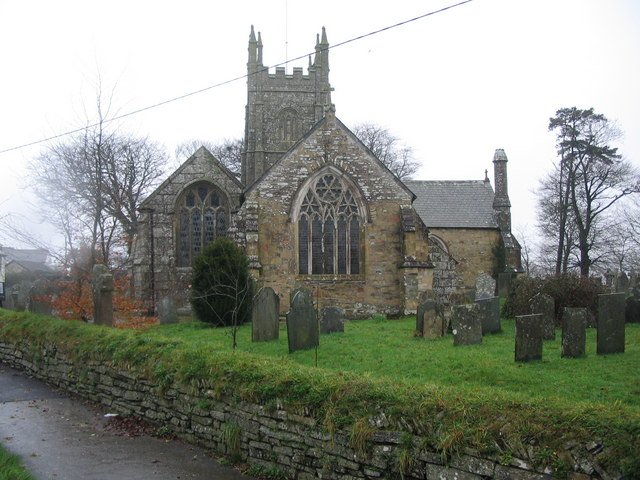
Gemeindekirche von St Ive, die zum Besitz von Trebeigh gehörte und der Überlieferung nach mit einem Tunnel mit dem Gut verbunden gewesen ist.

Der Sitz der Kommende lag etwa einen halben Kilometer westlich von der Gemeindekirche in St Ive an einer Quelle eines Nebenlaufs des Tiddy. Lokalen Überlieferungen zufolge soll es sogar einen Tunnel zwischen dem Sitz und der Gemeindekirche gegeben haben, wo die Ritter ihre Schätze unterbrachten. Trebeigh war die einzige Kommende des Malteserordens in Cornwall. Die einzige andere Niederlassung eines Ritterordens in Cornwall war eine etwa 20 Kilometer Luftlinie nordwestlich von Trebeigh entfernt gelegene Komturei der Templer.
Das zum Sitz gehörende Gut wurde bereits im Domesday Book von 1086 in der Aufzählung der Besitztümer der Benediktinerabtei Tavistock erwähnt. Im Mittelalter lag das Gut an einem der beiden Wege, die nach Cornwall hinein- bzw. wieder herausführten. Der andere Weg lag weiter nördlich und führte an den Augustinerklöstern in Bodmin und Launceston vorbei. Die Route über Trebeigh begann bei Tavistock, dem Sitz einer ehemaligen Benediktinerabtei, und überquerte den Fluss Tamar bei Gunnislake. Die heutige Straßenführung der A390 folgt ziemlich genau diesem traditionellen Weg.

## Geschichte
Seit der Gründung des Großpriorats des Hospitalordens in Clerkenwell um 1144 war der Orden in England vertreten. Aufgrund der hohen Popularität wurden zahlreiche Kirchen, Häuser und Güter dem Orden gespendet, die dann neugegründeten Kommenden zugeteilt wurden. Aufgabe einer Kommende war es, das zugehörige Land zu bewirtschaften, dessen Einkünfte weiterzuleiten und neue Rekruten für den Orden auszubilden. Ferner dienten die Kommenden der Unterbringung von Reisenden und Pilgern. Typischerweise gehörten einer Kommende nicht mehr als drei Ordensangehörige an.
Die Gründung von Trebeigh wurde durch die Spenden von Besitzungen in Madron durch Henry de Pomeria und St. Cleer durch Reginald de Marisco ermöglicht. Das genaue Gründungsjahr ist nicht bekannt, es steht jedoch fest, dass die Kommende bereits in der Regierungszeit des Richard Löwenherz († 1199) existierte. Der Name Henry de Pomeria wird Henry II de Pomeroy zugeordnet, der 1165 das Oberhaupt seiner vermögenden Familie wurde und bis 1207 lebte. Der zweite Stifter war ein Neffe Reginalds, des 1. Earl of Cornwall. Zeitweise wurde Trebeigh als Besitzung der Templer in Betracht gezogen. Diese These ließ sich jedoch später widerlegen. Die erste urkundliche Erwähnung der Kommende erfolgte im Juni 1201 im Rahmen eines Gerichtsverfahrens, das die Ermordung zweier dienender Brüder und eines Schildknappen von Trebeigh behandelte.
1338 wurde Trebeigh von Philip de Thame im Auftrag des Großmeisters begutachtet. Seinem Bericht zufolge waren in Trebeigh zwei dienende Brüder, darunter der Commendator, ein angestellter Kaplan, einige Diener und zwei Schildknappen tätig. Zu dem Grundbesitz gehörten neben dem Gut auch die Gemeindekirchen von St. Cleer, Madron und St Ive mit den jeweils zugehörigen Besitzungen. Das Haus wurde auf 16 Schilling und 8 Pence pro Jahr geschätzt und die in der Nähe befindliche Mühle auf 10 Schilling, 8 Pence. Die Gemeindekirche von Madron wurde auf 32 Pfund im Jahr taxiert und St. Cleer auf 18 Pfund, 13 Schilling und 4 Pence. Ferner bestand das Recht, weitere Einnahmen über Kollekten in den Gemeindekirchen zu erhalten, die sich zuletzt auf 18 Pfund, 13 Schilling und 4 Pence beliefen. Die gesamten Einnahmen beliefen sich auf über 75 Pfund, wovon etwas über 20 Pfund für laufende Ausgaben wegfielen, so dass netto ungefähr 55 Pfund pro Jahr für den Orden verblieben.
Im 15. Jahrhundert wurden mehrere Kommenden in England zusammengelegt, darunter auch in der Zeit zwischen 1427 und 1432 Trebeigh mit der in Wiltshire gelegenen Kommende von Ansty. Im Mai 1540 wurde der Orden aufgehoben, und das gesamte Vermögen in England fiel an die Krone, die Trebeigh zunächst an Sir John Chamond verlieh und später an Robert Gardyner zu einer jährlichen Pacht von 48 Pfund. Das Gut wechselte noch mehrfach den Eigentümer und befindet sich bis heute in Privatbesitz. Von den mittelalterlichen Bauten ist nichts erhalten geblieben.